# آموس هاتشينسون
آموس هاتشينسون هو سياسي أمريكي، ولد في 1920، وتوفي في 1 أغسطس 1990. نشط حزبياً في الحزب الديمقراطي. وقد انتخب عضو مجلس نواب بنسيلفانيا ‏.